# 磐石市
磐石市，又称石城，是吉林省吉林市下辖的一个县级市，因县北山顶上的一块形如磨盘的石头而得名。市人民政府驻东宁街人民路1633号。磐石市是中国共产党在东北地区首个抗日根据地红石砬子抗日根据地和首个抗日武装队磐石游击队（东北抗日联军第一军）的诞生地。

## 行政区划
磐石市下辖4个街道办事处、13个镇、1个乡：
东宁街道、河南街道、福安街道、阜康街道、烟筒山镇、明城镇、红旗岭镇、牛心镇、石嘴镇、朝阳山镇、富太镇、呼兰镇、松山镇、黑石镇、吉昌镇、取柴河镇、驿马镇和宝山乡。

## 人口
根据第七次人口普查数据，截至2020年11月1日零时，磐石市常住人口为370238人。

## 交通
- 202国道过境。

## 第八批全国重点文物保护单位
- 红石砬子抗日根据地遗址[4]